# Taepyeongno
Taepyeongno là một đại lộ lớn nằm ở quận trung tâm Seoul, Hàn Quốc và là con đường dài thứ hai nằm cạnh Sejongno ở khu Gangbuk. Với chiều dài 1.1 km và rộng 50 m, Taepyeongno bắt nguồn tại 139 Sejongno ở Jongno-gu và kết thúc tại Namdaemun ở Jung-gu. Nó chạy theo hướng Nam qua Sogong-dong, Jeong-dong, Taepyeongno 1, 2 ga-dong, Bukchang-dong và Mugyo-dong. Nhiều địa danh nằm quanh đây bao gồm Koreana Hotel.

## Hình ảnh

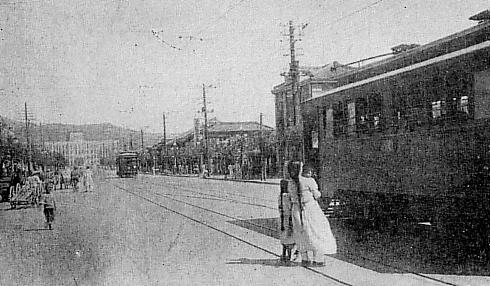
Taepyongno trong thời kỳ Nhật thuộc